# Bina Sheth Lashkari
Bina Sheth Lashkari est une fondatrice d'écoles de porte-à-porte en Inde. En plus de 30 ans, elle a contribué à organiser l'éducation de 100 000 enfants à Bombay. En 2013, son travail est récompensé par le prix Nari Shakti Puraskar (en français : Prix du pouvoir des femmes).

## Biographie
Bina Sheth Lashkari est diplômée en psychologie de l'enfance. Elle  commence son travail lorsqu'elle fonde sa première école à Cuffe Parade, à Colaba, en 1988. À l'époque, les enfants des bidonvilles ne peuvent que regarder les enfants plus riches partir dans des écoles huppées. Elle a, à l'origine, 25 enfants et leurs parents Banjara travaillent pour de bas salaires en vidant des poissons. L'idée lui est inspirée alors qu'elle suit son master en travail social. Elle visite l'école locale et est surprise de constater que les enfants la quittent après trois ou quatre ans. En rendant visite aux parents des enfants, elle constate que les enfants sont déjà une partie essentielle du revenu de leur famille. Ils ne peuvent être épargnés si la famille veut survivre. Avec l'aide de Rajani Paranjape, elle créé une école qui pourrait être à leur porte.
Lors de la Journée internationale des femmes, en 2013, le président indien Pranab Mukherjee lui remet le prix Nari Shakti Puraskar. Elle est nommée par l'État du Maharashtra pour son travail dans le domaine de l'éducation et de la formation.
En 2016, le duc et la duchesse de Cambridge lui ont rendu visite à Mumbai. Cette année-là, la campagne de l'école avait permis de baptiser des rues du nom de leurs élèves. Des rues auparavant sans nom dans trois quartiers de Mumbai ont été baptisées du nom de leurs élèves. L'objectif est d'inspirer d'autres élèves à faire des études et à avoir de l'ambition.
En 2019, on estime qu'en 31 ans, elle a contribué à organiser l'éducation de 100 000 enfants à Mumbai. À cette époque, l'école compte sept bus scolaires jaunes avec du matériel scolaire à l'intérieur. Chacun d'entre eux s'arrête quatre fois par jour pendant deux heures et demie, de sorte que chaque bus enseigne à 100 enfants chaque jour.

### Note
- (en) Cet article est partiellement ou en totalité issu de l’article de Wikipédia en anglais intitulé « Bina Sheth Lashkari » (voir la liste des auteurs).